# سورة يوسف
 سُورَة يُوسُفَ هي سُورَة مكَّية، تميزت بذكر قصة نبي الله يوسف  كاملة في أسلوب قصصي بديع، وهي أطول قصة في القرآن في سياق واحد، ولذلك سميت باسم نبي الله يوسف لاشتمالها على قصته، وهو الاسم الوحيد لها، قيل أنها أول سورة نقلت من مكة إلى المدينة، ترتيبها الثّانية عشرةَ بين سّور المُصْحَف بعد سورة هود وقبل سورة الرعد، وعدد آياتها مائةٌ وإحدى عشرةَ آيةً.

## اسم السورة
الاسم الوحيد لهذه السورة هو «سورة يوسف»، وسبب تسميتها ظاهر لأنها ذكرت قصة يوسف  كلَّها، ولم تذكر قصّته في غيرها. ولم يذكر اسمه في غيرها إلّا في سورة الأنعام وسورة غافر، وقال ابن عاشور: ولم تذكر قصّة نبي في القرآن بمثل ما ذكرت قصّة يوسف  هذه السّورة من الإطناب.

## مكان نزولها

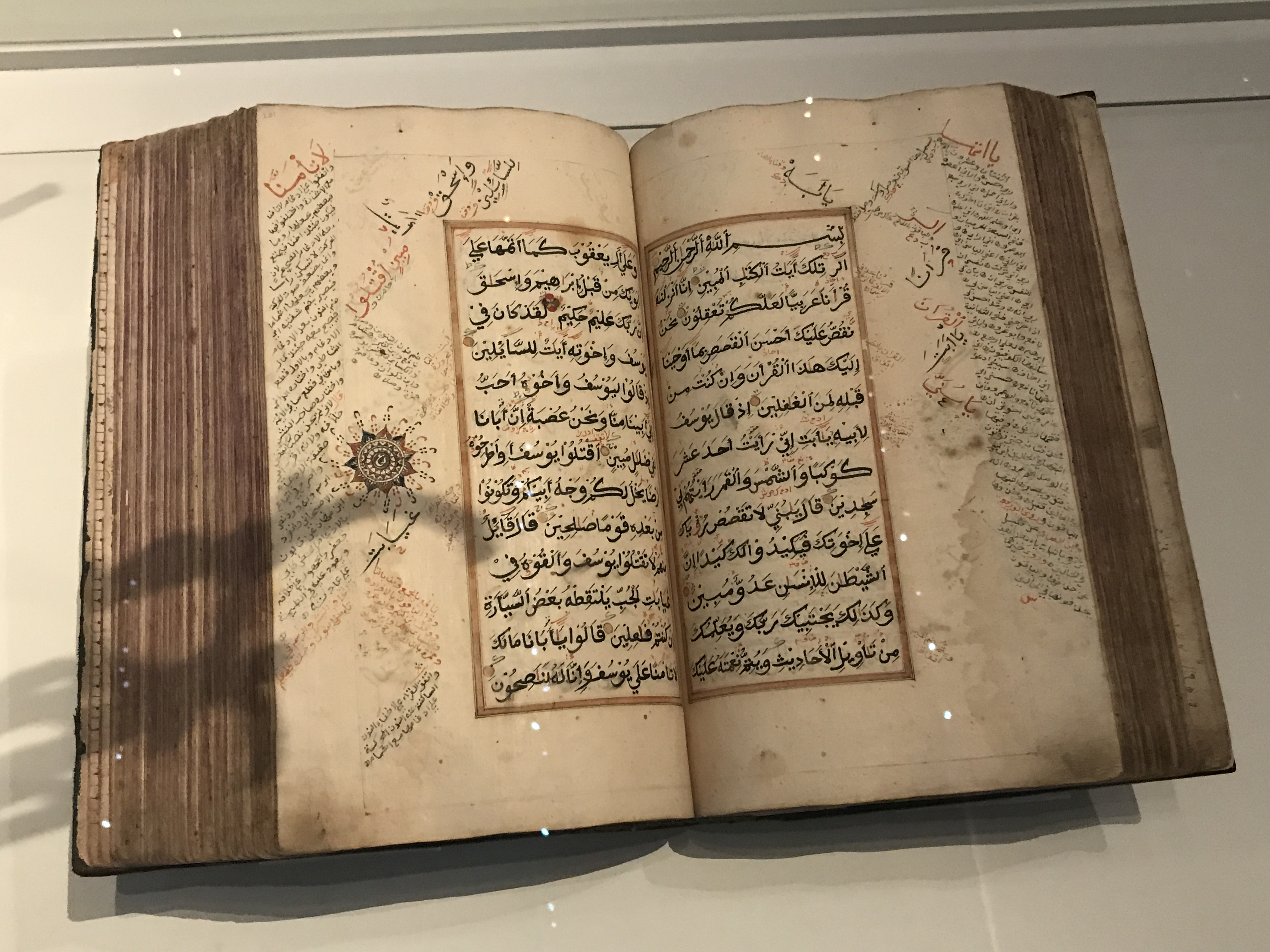
بداية السورة في مصحف مخطوط.

«سورة يوسف» مكية بالإجماع، كلها، وقيل: إن الآيات الثلاث من أوّلها مدنيّةٌ. قال جلال الدين السيوطي في «الإتقان»: وهو واهٍ لا يلتفت إليه.
ووردت عدة آثار في أن سورة يوسف مكية عن عبد الله بن عباس، وعبد الله بن الزبير، وعكرمة مولى ابن عباس، والحسن البصري، وقتادة بن دعامة، والزهري، وعلي بن أبي طلحة.
وورد فيما يثبت القول بأنها مكية من الأحاديث حديث إسلام رافع بن مالك «أنَّه خرج هو وابن خالته معاذ بن عفراء، حتَّى قدما مكَّة، فلمَّا هبطا من الثَّنيَّة، رأيا رجلًا تحت شجرةٍ، قال: وهذا قبل خروج السِّتَّة من الأنصار. قال: فلمَّا رأيناه كلَّمناه، قلنا: نأتي هذا الرَّجل نستودعه راحلتينا حتَّى نطوف بالبيت. فجئنا فسلَّمنا عليه تسليم أهل الجاهليَّة، فردَّ علينا تسليم أهل الإسلام، وقد سمعت بالنَّبيِّ. قال: فأنكرنا. فقلنا: من أنت؟ قال: «انزلوا». فنزلوا، فقلنا: أين هذا الرَّجل الَّذي يدَّعي ما يدَّعي، ويقول ما يقول؟ قال: «أنا هو». قلنا: فاعرض علينا الإسلام. فعرض، وقال: «من خلق السَّماوات والأرض والجبال؟» قلنا: خلقهنَّ الله. قال: «من خلقكم؟» قلنا: الله. قال: «فمن عمل هذه الأصنام التي تعبدون؟» قلنا: نحن. قال: «الخالق أحقُّ بالعبادة أو المخلوق؟» قلنا: الخالق. قال: «فأنتم أحقُّ أنَّ تعبدكم، وأنتم عملتموها، والله أحقُّ أن تعبدوه من شيءٍ عملتموه، وأنا أدعو إلى عبادة الله، وشهادة أن لا إله إلَّا الله، وأنِّي رسول الله، وصلة الرَّحم، وترك العدوان، وإن غضب النَّاس». فقالا: والله لو كان هذا الَّذي تدعو إليه باطلًا، لكان من معالي الأمور، ومحاسن الأخلاق، فأمسك راحلتينا حتَّى نأتي البيت. فجلس عنده معاذ بن عفراء. قال رافعٌ: وجئت البيت فطفت، وأخرجت سبعة قداحٍ، وجعلت له منها قدحًا، فاستقبلت البيت، فقلت: اللهمَّ إن كان ما يدعو إليه محمَّدٌ حقًّا فأخرج قدحه. سبع مرَّاتٍ، فضربت بها سبع مرَّاتٍ، فصحت: أشهد أن لا إله إلَّا الله، وأنَّ محمَّدًا رسول الله. فاجتمع النَّاس عليَّ، وقالوا: مجنونٌ، رجلٌ صبأ. فقلت: بل رجلٌ مؤمنٌ. ثمَّ جئت إلى النَّبيِّ ﷺ  بأعلى مكَّة، فلمَّا رآني معاذ بن عفراء، قال: لقد جئت بوجهٍ ما ذهبت به، رافع. فجئت وآمنت، وعلَّمنا رسول الله ﷺ سورة  يوسف و﴿اقْرَأْ بِاسْمِ رَبِّكَ الَّذِي خَلَقَ ۝١﴾ [العلق:1]، ثمَّ خرجنا راجعين إلى المدينة، فلمَّا كنَّا بالعقيق، قال معاذٌ: إنِّي لم أطرق ليلًا قطُّ، فبت بنا حتَّى نصبح. فقلت: أبيت ومعي ما معي من الخير؟! ما كنت لأفعل. وكان رافعٌ إذا خرج سفرًا ثمَّ قدم عرَّض قومه» إلا أن بعض المحدثين ضعفوا هذا الحديث. الحديث أخرجه ابن كثير في البداية والنهاية وعزاه إلى أبي زرعة الرازي في «دلائل النبوة» وقال عقبه: إسناد وسياق حسن. وأخرجه الحاكم في مستدركه ولكن جعل القصة لرفاعة بن رافع وليس لأبيه، وقال: صحيح الإسناد ولم يخرجاه، وتعقبه الذهبي فقال: يحيى الشجري صاحب مناكير. واعتمد على هذا الحديث من قال إن أول سورة نقلت من مكة إلى المدينة سورة يوسف.

## ترتيب نزولها
نزلت بعد سورة هود وقبل سورة الحجر، ، واختلف في ترتيبها فقيل الثانية والخمسون وهو قول الزهري، وقيل الثالثة والخمسون ونسب ابن عاشور هذا القول إلى الجمهور.

## سبب نزولها
عن سعد بن أبي وقاص، في قول الله: ﴿نَحۡنُ ‌نَقُصُّ عَلَیۡكَ أَحۡسَنَ ٱلۡقَصَصِ﴾ الآية. قال: «أنزل الله القرآن على رسول الله ﷺ، فتلاه عليهم زمانًا، فقالوا: يا رسول الله لو قصصت علينا! فأنزل الله تبارك وتعالى: ﴿الۤرۚ تِلۡكَ ءَايَـٰتُ ٱلۡكِتَـٰبِ ٱلۡمُبِينِ ۝١﴾ [يوسف:1]إلى قوله: ﴿نَحۡنُ نَقُصُّ عَلَيۡكَ أَحۡسَنَ ٱلۡقَصَصِ﴾ [يوسف:3] الآية. فتلاها رسول الله ﷺ زمانًا، فقالوا: يا رسول الله، لو حدَّثتنا! فـأنزل الله تعالى: ﴿ٱللَّهُ نَزَّلَ أَحۡسَنَ ٱلۡحَدِيثِ كِتَـٰبࣰا مُّتَشَـٰبِهࣰا﴾ [الزمر:23] الآية، كلُّ ذلك يؤمرون بالقرآن».
رواه إسحاق بن راهويه، وابن مردويه، وأبو يعلى، والبزار، وابن حبان، وابن جرير الطبري في «تفسيره»، والحاكم وقال: صحيح الإسناد، وسكت علي الذهبي. وحسَّنه ابن حجر العسقلاني، وصححه مقبل الوادعي.

## آياتها وحروفها وكلماتها

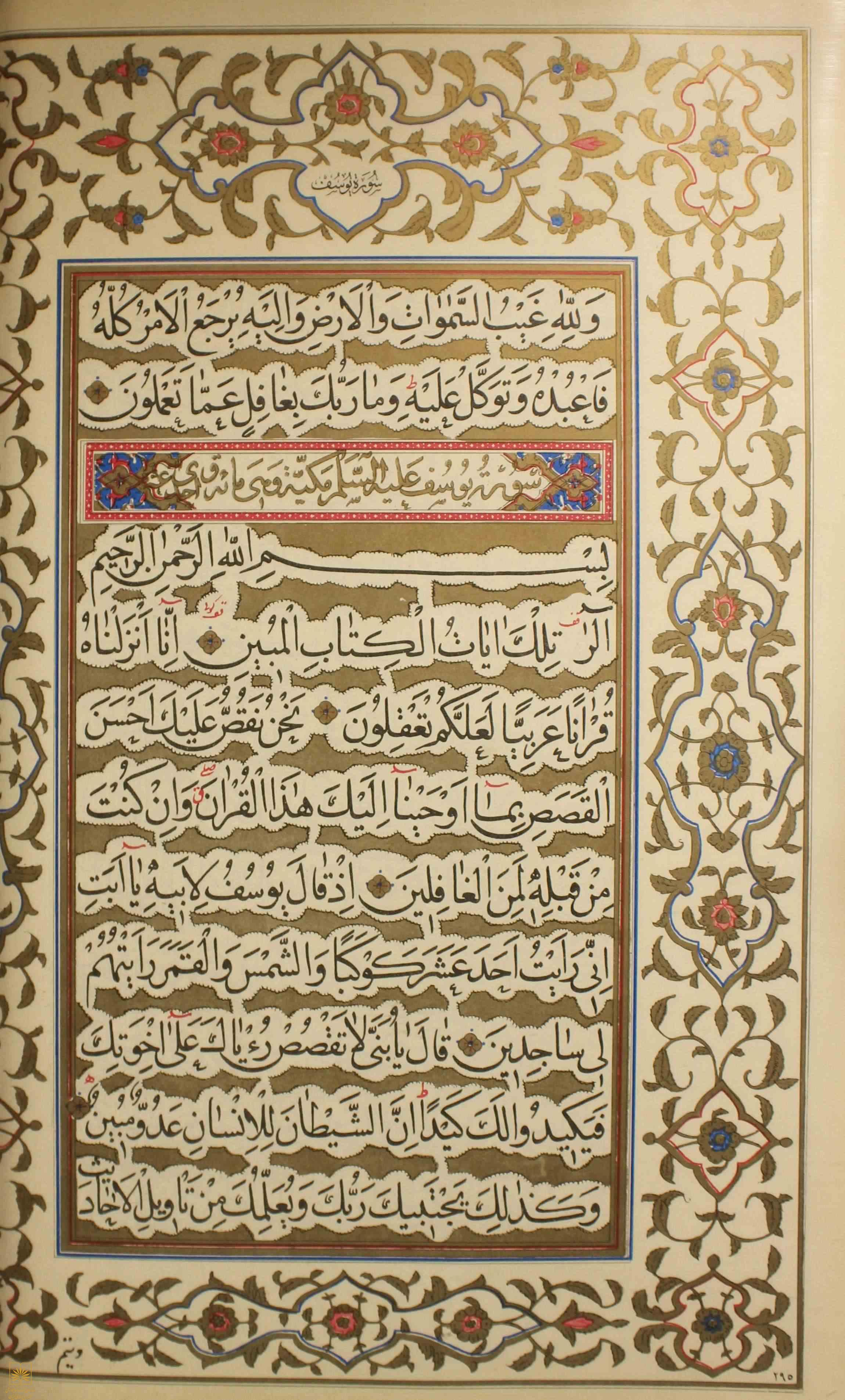
سورة يوسف في أحد المصاحف القديمة المذهبة.

### آياتها
عدد آياتها 111 آية بلا خلاف، ولا خلاف في شيء من آياتها، وفيها ما يشبه الفواصل، وليس معدوداً بإجماع: ﴿مِّنۡهُنَّ ‌سِكِّینࣰا﴾، ﴿ٱلسِّجۡنَ ‌فَتَیَانِ﴾، ﴿‌یَأۡتِ ‌بَصِیرࣰا﴾، ﴿‌لِّأُو۟لِی ‌ٱلۡأَلۡبَٰبِ﴾ كذا عدها أبوعمرو الداني، وزاد البقاعي: ﴿الۤرۚ﴾، ﴿وَأُخَرَ ‌یَابِسَٰتࣲ﴾ موضعان، ﴿‌حِمۡلُ ‌بَعِیرࣲ﴾، ﴿كَیۡلࣱ ‌یَسِیرࣱ﴾، ﴿‌فَصَبۡرࣱ ‌جَمِیلࣱ﴾ في الموضعين، ﴿‌فَٱرۡتَدَّ ‌بَصِیرࣰا﴾.

### فواصل آياتها
مجموع فواصل آياتها يجمعها كلمتي (لم نر) أو (نرمل). منها على الَّلام: ﴿ٱللَّهُ عَلَىٰ مَا ‌نَقُولُ ‌وَكِیلࣱ﴾ في موضعين.

### كلماتها
عدد كلماتها 1776 كلمةً وفقًا لمجد الدين الفيروزآبادي.

### حروفها
عدد حروفها: 7166 حرفًا وفقًا لمجد الدين الفيروزآبادي.

## ترتيبها في المصحف
ترتيبها في المصحف الثانية عشر (12) بعد سورة هود وقبل سورة الرعد، ووُضعت في هذا الترتيب لاشتراكها مع السورتين قبلها وهما (سورة يونس وسورة هود)، والثلاث السور التي بعدها (وهي سورة الرعد وسورة إبراهيم وسورة الحجر) في أمور:
- اشتمالها على القصص.
- الافتتاح بـ﴿الۤر﴾.
- ذكر ﴿ٱلۡكِتَٰبِ﴾.
- كونها مكيات.

وتتناسب فيما عدا سورة الحجر في:
- المقدار.
- التسمية باسم نبي، الرعد اسم ملك وهو مناسب لأسماء الأنبياء.[22]

وجاء وضعها بعد سورة هود زيادة على الأوجه الستة:
- أن قول الله في مطلع سورة يوسف: ﴿نَحۡنُ نَقُصُّ عَلَیۡكَ أَحۡسَنَ ٱلۡقَصَصِ﴾ [يوسف:3] مناسب لقوله في خاتمة سورة هود: ﴿وَكُلࣰّا نَّقُصُّ عَلَیۡكَ مِنۡ أَنۢبَاۤءِ ٱلرُّسُلِ مَا نُثَبِّتُ بِهِۦ فُؤَادَكَۚ﴾ [هود:120].
- وفي سورة هود: ﴿فَبَشَّرۡنَٰهَا ‌بِإِسۡحَٰقَ وَمِن وَرَاۤءِ إِسۡحَٰقَ یَعۡقُوبَ﴾ [هود:71] وأيضًا: ﴿رَحۡمَتُ ٱللَّهِ وَبَرَكَٰتُهُۥ عَلَیۡكُمۡ أَهۡلَ ٱلۡبَیۡتِ﴾ [هود:73] وذكر في سورة يوسف حال يعقوب من أولاده وحال ولده يوسف الذي هو من أهل البيت مع إخوته، فكان كالشرح للإجمال في سورة هود.
- وفي سورة يوسف: ﴿وَیُتِمُّ نِعۡمَتَهُۥ عَلَیۡكَ وَعَلَىٰۤ ءَالِ یَعۡقُوبَ كَمَاۤ أَتَمَّهَا عَلَىٰۤ أَبَوَیۡكَ مِن قَبۡلُ إِبۡرَٰهِیمَ وَإِسۡحَٰقَ﴾ [يوسف:6]، فكان ذلك كالمقترن بقوله في سورة هود: ﴿رَحۡمَتُ ٱللَّهِ وَبَرَكَٰتُهُۥ عَلَیۡكُمۡ أَهۡلَ ٱلۡبَیۡتِ﴾ [هود:73].
- أن ترتيب نزولها بعد سورة يونس وبعد سورة هود، كما هو قول الجمهور، وروي عن ابن عباس.[23]

### مناسبتها لما قبلها
قال أبو حيان: ووجه مناسبتها لما قبلها وارتباطها أنَّ في آخر السُّورة الَّتي قبلها -سورة هود-: ﴿وَكُلࣰّا نَّقُصُّ عَلَیۡكَ مِنۡ أَنۢبَاۤءِ ٱلرُّسُلِ مَا نُثَبِّتُ بِهِۦ فُؤَادَكَۚ﴾، وكان في تلك الأنباء المقصوصة فيها ما لاقى الأنبياء من قومهم، فأتبع ذلك بقصَّة يوسف، وما لاقاه من إخوته، وما آلت إليه حاله من حسن العاقبة، ليحصل للرَّسول ﷺ التَّسلية الجامعة لما يلاقيه من أذى البعيد والقريب.

## مقصودها
قال مجد الدين الفيروزآبادي:
وقال برهان الدين البقاعي:

## فضلها
ورد في فضل سورة يوسف حديث عن أبي بن كعب قال: «قال رسول الله ﷺ: «علّموا أرقاءكم سورة يوسف، فإِنّه أَيُّمَا مسلم تلاها وعلّمها أهله وما ملكت يمينه، هَوَّنَ الله عليه سكرات الموت، وأعطاه أن لا يحسد مسلمًا»»، رواه الثعلبي وحكم عليه بأنه موضوع جمع من العلماء منهم: ابن المبارك حيث قال: «أظن الزنادقة وضعته»، وابن كثير في تفسيره وقال: «هو منكر من سائر طرقه»، وابن الجوزي، ومجد الدين الفيروزآبادي، والسيوطي، والشوكاني.

## ما اختصت به سورة يوسف
- أكثر ما اجتمع من الأحرف المتحركة المتوالية في القرآن ثمانية أحرف وذلك في ثلاثة مواضع من القرآن اختصت منها سورة يوسف بموضعين:
  - ﴿إِنِّی رَأَیۡتُ أَحَدَ عَشَرَ كَوۡكَبࣰا﴾، فبين واو ﴿كَوۡكَبࣰا﴾ وياء ﴿رَأَیۡتُ﴾ ثمانية أحرف كلها متحركة.
  - ﴿حَتَّىٰ یَأۡذَنَ لِیَ أَبِیَ أَوۡ﴾، على قراءة من فتح ياء ﴿لِیَ﴾ و﴿أَبِیَ﴾.[33]
- سورة يوسف هي السورة الوحيدة التي تزيد على مائة آية وليس فيها ذكر الجنة ولا النار.[34]
- أنها احتوت على أطول قصة في القرآن الكريم في سياق واحد.[35]
- ذكر قصة كاملة فيها، من غير تكرار في مواضع أخرى من القرآن، كما في الفصل الآتي.

## الحكمة من ذكر قصة يوسف كاملة في سورة يوسف
قال الزركشي:
والجواب من وجوهٍ:
- الأوَّل فيها من تشبيب النِّسوة به وتضمُّن الإخبار عن حال امرأةٍ ونسوةٍ افتتنَّ بأبدع النَّاس جمالًا وأرفعهم مثالًا، فناسب عدم تكرارها لما فيها من الإغضاء والسَّتر عن ذلك، وقد صحَّح الحاكم في مستدركه حديثًا مرفوعًا النَّهي عن تعليم النِّساء سورة يوسف.
- الثَّاني أنَّها اختصَّت بحصول الفرج بعد الشِّدَّة، بخلاف غيرها من القصص فإنَّ مآلها إلى الوبال: كقصَّة إبليس، وقوم نوحٍ، وقوم هودٍ، وقوم صالحٍ، وغيرهم. فلمَّا اختصَّت هذه القصَّة في سائر القصص بذلك اتَّفقت الدَّواعي على نقلها لخروجها عن سمت القصص.
- الثَّالث قاله الأستاذ أبو إسحاق الإسفراينيُّ إنَّما كرَّر الله قصص الأنبياء وساق قصَّة يوسف مساقًا واحدًا إشارةً إلى عجز العرب كأنَّ النَّبيَّ ﷺ قال لهم إن كان من تلقاء نفسي تصديره على الفصاحة فافعلوا في قصَّة يوسف ما فعلت في قصص سائر الأنبياء.»

وقد نقلها السيوطي وزاد عليها:
- جواب رابع، وهو أن سورة يوسف نزلت بسبب طلب الصحابة أن يقص عليهم، كما رواه الحاكم في مستدركه، فنزلت مبسوطة تامة ليحصل لهم مقصود القصص من استيعاب القصة، وترويح النفس بها، والإحاطة بطرفيها.
- وجواب خامس، وهو أقوى ما يجاب به: أنَّ قصص الأنبياء إنما كُررت لأن المقصود بها إفادة إهلاك من كَذَّبوا رسلهم، والحاجةُ داعية إلى ذلك لتكرير تكذيب الكفار للرسول ﷺ، فلما كذّبوا أنزلت قصة مُنْذرة بحلول العذاب، كما حل على المكذبين، ولهذا قال تعالى في آيات: ﴿فَقَدۡ ‌مَضَتۡ ‌سُنَّتُ ٱلۡأَوَّلِینَ﴾، ﴿أَلَمۡ یَرَوۡا۟ كَمۡ ‌أَهۡلَكۡنَا ‌مِن ‌قَبۡلِهِم مِّن قَرۡنࣲ﴾. وقصة يوسف لم يقصد منها ذلك، وبهذا أيضًا يحصل الجواب عن حكمة عدم تكرير قصة أهل الكهف، وقصة ذي القَرْنين، وقصة موسى مع الخضر، وقصة الذّبيح.»

قال ابن الزبير الغرناطي:

## المناسبة في ابتداء السورة وختمها
ابتدأت السورة بـ﴿الر تِلْكَ آيَاتُ الْكِتَابِ الْمُبِينِ ۝١ إِنَّا أَنْزَلْنَاهُ قُرْآنًا عَرَبِيًّا لَعَلَّكُمْ تَعْقِلُونَ ۝٢ نَحْنُ نَقُصُّ عَلَيْكَ أَحْسَنَ الْقَصَصِ بِمَا أَوْحَيْنَا إِلَيْكَ هَذَا الْقُرْآنَ وَإِنْ كُنْتَ مِنْ قَبْلِهِ لَمِنَ الْغَافِلِينَ ۝٣﴾ [يوسف:1–3]
وختمت بـ﴿لَقَدْ كَانَ فِي قَصَصِهِمْ عِبْرَةٌ لِأُولِي الْأَلْبَابِ مَا كَانَ حَدِيثًا يُفْتَرَى وَلَكِنْ تَصْدِيقَ الَّذِي بَيْنَ يَدَيْهِ وَتَفْصِيلَ كُلِّ شَيْءٍ وَهُدًى وَرَحْمَةً لِقَوْمٍ يُؤْمِنُونَ ۝١١١﴾ [يوسف:111] والعلاقة بين افتتاح السورة وخامتها واضحة.

## نكت ولطائف في سورة يوسف

### قميص يوسف
وقال الشعبي: كان في قميص يوسفَ عليه السلام ثلاثُ آيات:
- ﴿جَاۤءُو عَلَىٰ قَمِیصِهِۦ بِدَمࣲ كَذِبࣲ﴾ فعلم يعقوب أنه كذب على الذئب، وأنه لو كان من فعل الذئب لخَرَق القميص.
- أن تَخْريقَهُ من دُبر، ونجاتُه بذلك وبقول الحكيم فيه.
- أن ألقي على وجه يعقوب فارْتَد بصيرًا.

### الذئب الذي أكل يوسف
قال الجاحظ: قال أبو علقمة: كان اسم ‌الذئب ‌الذي ‌أكل ‌يوسف رجحون. فقيل له: فإنّ يوسف لم يأكله الذّئب، وإنما كذبوا على الذّئب؛ ولذلك قال الله عزّ وجلّ: ﴿جَاۤءُو عَلَىٰ قَمِیصِهِۦ بِدَمࣲ كَذِبࣲ﴾. قال: فهذا اسم للذئب الذي لم يأكل يوسف.
فينبغي أن يكون ذلك الاسم لجميع الذّئاب، لأنّ الذئاب كلها لم تأكله.
ونُسِبَت هذه القصة أيضًا إلى أبي كعب القاص.

## الناسخ والمنسوخ في سورة يوسف
سورة يوسف ليس فيها ناسخ ولا منسوخ، نص على ذلك جمع من العلماء منهم: هبة الله بن سلامة المقري، وابن حزم، والفيروزآبادي.

## الآيات المتعلقة بالأحكام في سورة يوسف
۝٥ ﴿قَالَ یَـٰبُنَیَّ لَا تَقۡصُصۡ رُءۡیَاكَ عَلَىٰۤ إِخۡوَتِكَ فَیَكِیدُوا۟ لَكَ كَیۡدًا إِنَّ ٱلشَّیۡطَـٰنَ لِلۡإِنسَـٰنِ عَدُوࣱّ مُّبِینࣱ﴾ أخذ العلماء منها:
- تدل على جواز ترك إظهار النعمة عند من يخشى من حسده وكيده.[48]

۝١٦ ﴿وَجَاۤءُوۤ أَبَاهُمۡ عِشَاۤءࣰ یَبۡكُونَ ۝16 قَالُوا۟ یَـٰۤأَبَانَاۤ إِنَّا ذَهَبۡنَا نَسۡتَبِقُ وَتَرَكۡنَا یُوسُفَ عِندَ مَتَـٰعِنَا فَأَكَلَهُ ٱلذِّئۡبُ وَمَاۤ أَنتَ بِمُؤۡمِنࣲ لَّنَا وَلَوۡ كُنَّا صَـٰدِقِینَ﴾ فيها من الأحكام:
- البكاء لا يدل على صدق الباكي.[49]
- شرعية المسابقة بالجري وبين الخيل والإبل.[49]
- جواز المسابقة على جائزة وبدونها.[49]

۝١٨ ﴿وَجَاۤءُو عَلَىٰ قَمِیصِهِۦ بِدَمࣲ كَذِبࣲ قَالَ بَلۡ سَوَّلَتۡ لَكُمۡ أَنفُسُكُمۡ أَمۡرࣰا فَصَبۡرࣱ جَمِیلࣱ وَٱللَّهُ ٱلۡمُسۡتَعَانُ عَلَىٰ مَا تَصِفُونَ﴾ فيها من الأحكام:
- روي في الإسرائيليات أن القميص كان سالمًا غير ممزق، فيؤخذ منه الترجيح عند تعارض العلامات، حيث أخذ يعقوب من عدم تخريق القميص أن الدم الذي عليه كذب.[48][50]
- القضاء بالتهمة إذا ظهرت، ولا خلاف في الحكم بالتهمة.[50]
- يدل على أن من أدب الدين حسن الصبر والعزاء وترك الشكوى.[48]

۝١٩ ﴿وَجَاۤءَتۡ سَیَّارَةࣱ فَأَرۡسَلُوا۟ وَارِدَهُمۡ فَأَدۡلَىٰ دَلۡوَهُۥ قَالَ یَـٰبُشۡرَىٰ هَـٰذَا غُلَـٰمࣱ وَأَسَرُّوهُ بِضَـٰعَةࣰ وَٱللَّهُ عَلِیمُۢ بِمَا یَعۡمَلُونَ﴾ فيها من الأحكام:
- أن يوسف كان صغيرًا، لأنه لا يلتقط إلا الصغير، ولا يُخَاف عليه من الذئب إلا الصغير.[51]
- روي عن الحسن بن علي اللقيط حر وقرأ: ﴿وَشَرَوۡهُ بِثَمَنِۭ بَخۡسࣲ دَرَ ٰهِمَ مَعۡدُودَةࣲ وَكَانُوا۟ فِیهِ مِنَ ٱلزَّ ٰهِدِینَ﴾.[52]

۝٢١ ﴿وَٱسۡتَبَقَا ٱلۡبَابَ وَقَدَّتۡ قَمِیصَهُۥ مِن دُبُرࣲ وَأَلۡفَیَا سَیِّدَهَا لَدَا ٱلۡبَابِ قَالَتۡ مَا جَزَاۤءُ مَنۡ أَرَادَ بِأَهۡلِكَ سُوۤءًا إِلَّاۤ أَن یُسۡجَنَ أَوۡ عَذَابٌ أَلِیمࣱ ۝25 قَالَ هِیَ رَ ٰوَدَتۡنِی عَن نَّفۡسِی وَشَهِدَ شَاهِدࣱ مِّنۡ أَهۡلِهَاۤ﴾ فيها من الأحكام:
- فيها القضاء فيما لا تحضره البينة بالدلائل والعلامات.[42][53]

۝٤٤ ﴿قَالُوۤا۟ أَضۡغَـٰثُ أَحۡلَـٰمࣲ﴾ فيها من الأحكام:
- فيها إبطال قول من يقول إن الرؤيا على أول ما تعبر.[54]

۝٥٠ ﴿فَلَمَّا جَاۤءَهُ ٱلرَّسُولُ قَالَ ٱرۡجِعۡ إِلَىٰ رَبِّكَ فَسۡءَلۡهُ مَا بَالُ ٱلنِّسۡوَةِ ٱلَّـٰتِی قَطَّعۡنَ أَیۡدِیَهُنَّ إِنَّ رَبِّی بِكَیۡدِهِنَّ عَلِیمࣱ﴾ فيها من الأحكام:
- فيه طلب براءة الساحة.[54]

۝٥٥ ﴿قَالَ ٱجۡعَلۡنِی عَلَىٰ خَزَاۤئِنِ ٱلۡأَرۡضِ إِنِّی حَفِیظٌ عَلِیمࣱ﴾ فيها من الأحكام:
- دليل على جواز أن يصف الإنسان نفسه بالفضل عند من لا يعرفه.[54]

۝٦٧ ﴿لَا تَدۡخُلُوا۟ مِنۢ بَابࣲ وَ ٰحِدࣲ وَٱدۡخُلُوا۟ مِنۡ أَبۡوَ ٰبࣲ مُّتَفَرِّقَةࣲ﴾ فيها من الأحكام:
- فيه صرف العين.[54]

۝٧٢ ﴿قَالُوا۟ نَفۡقِدُ صُوَاعَ ٱلۡمَلِكِ وَلِمَن جَاۤءَ بِهِۦ حِمۡلُ بَعِیرࣲ وَأَنَا۠ بِهِۦ زَعِیمࣱ﴾ فيها من الأحكام:
- فيها حكم الجعالة أنه جائز أن يقول الرجل من فعل كذا فله كذا.[54][55]

۝٧٦ ﴿كَذَ ٰلِكَ كِدۡنَا لِیُوسُفَ﴾ فيها من الأحكام:
- دليل على جواز الحيلة في التوصل إلى مباح واستخراج الحقوق.[56]

۝٨٨ ﴿فَأَوۡفِ لَنَا ٱلۡكَیۡلَ﴾ فيها من الأحكام:
- فيها أن أجرة الكيَّال والوزَّان على البائع.[57]

## من أنكر أن سورة يوسف من القرآن
نسبت كتب العقائد الإسلامية إنكار أن سورة يوسف من القرآن إلى ميمُونيَّة الخوارج: وهم فرقة من الخوارج متفرعة عن العجاردة أتباع عبد الكريم بن عجرد، تتبع الميمونية رجلًا يسمى ميمون، استباحت هذه الفرقة كذلك الزواج ببعض المحارم المجمع على تحريمها في الإسلام كبنت الابن وبنت الأخ.

## معرض الصور

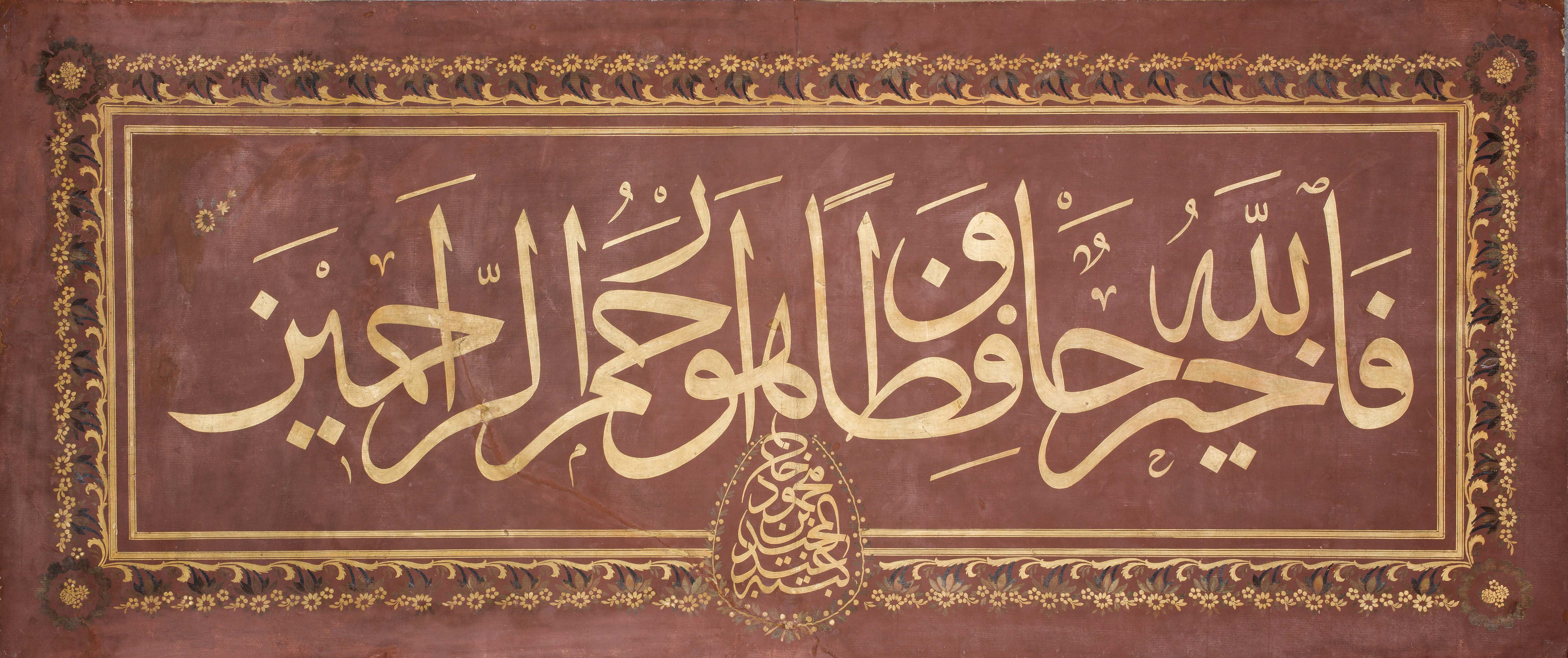
تخطيط للآية 64 من سورة يوسف ﴿فَاللَّهُ خَيْرٌ حَافِظًا وَهُوَ أَرْحَمُ الرَّاحِمِينَ﴾ [يوسف:64]
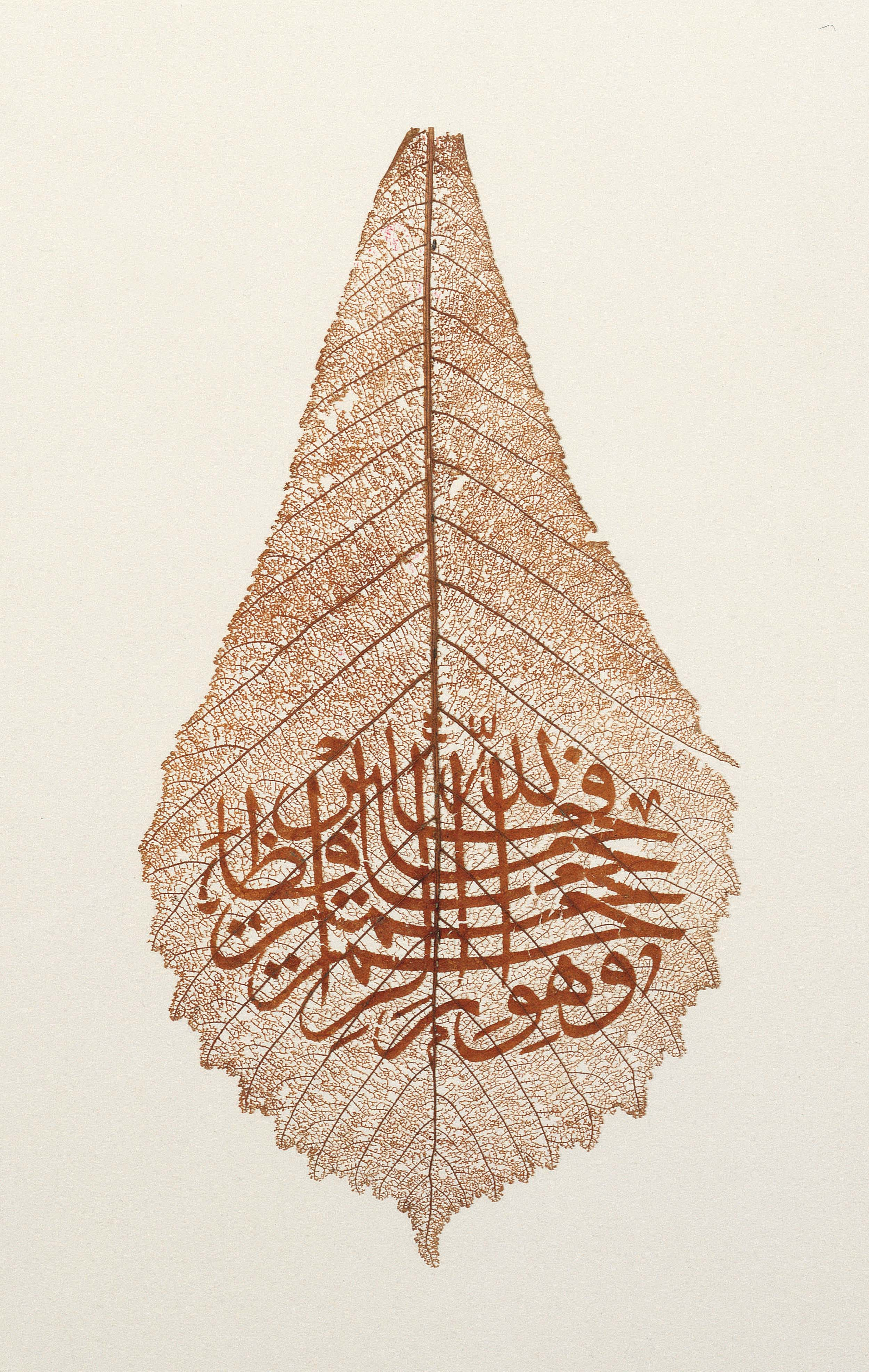
تخطيط للآية 64 من سورة يوسف على ورقة شجر ﴿فَاللَّهُ خَيْرٌ حَافِظًا وَهُوَ أَرْحَمُ الرَّاحِمِينَ﴾ [يوسف:64]
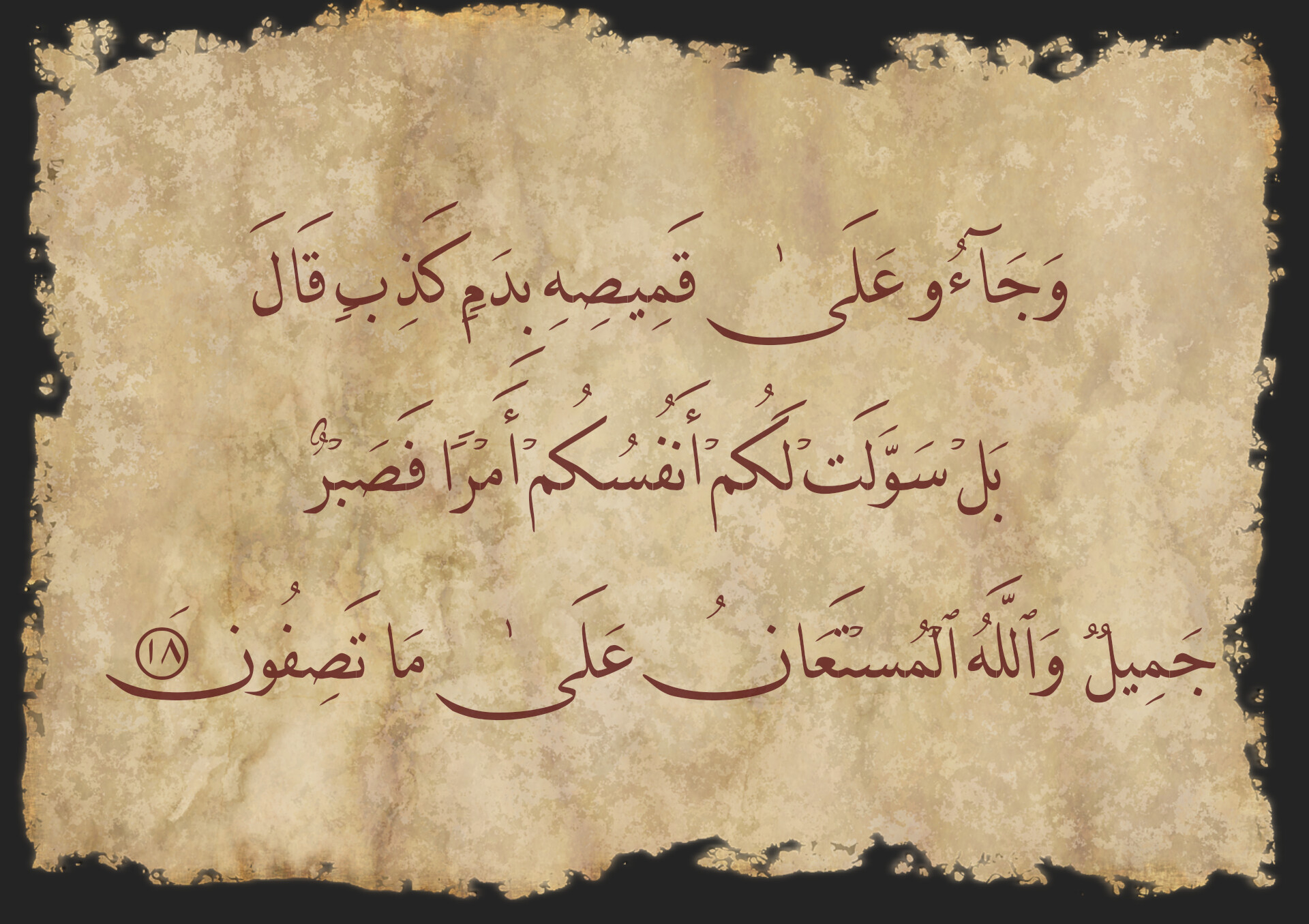

## قراءات
اختلاف القراءات العشر المتواترة في سورة يوسف:
۝٤ قرأ الجمهور: ﴿یَٰۤأَبَتِ﴾، وقرأ ابن عامر وأبو جعفر بفتح التاء: ﴿یَٰۤأَبَتَ﴾.
قرأ الجمهور: ﴿أَحَدَ عَشَرَ﴾، وقرأ أبو جعفر بإسكان العين: ﴿أَحَدَ عۡشَرَ﴾.
۝٥ قرأ الجمهور: ﴿یَـٰبُنَیِّ﴾، وقرأ حفص بفتح الياء ﴿یَـٰبُنَیَّ﴾.
قرأ الجمهور: ﴿رُءۡیَاكَ﴾ وقرأ السوسي بإبدال الهمزة واوًا ساكنة: ﴿رُویَاكَ﴾، وقرأ أبو جعفر بإبدال الهمزة واوا مع قلبها ياءا وإدغامها في الياء بعدها فيصير النطق بياء واحدة مفتوحة مشددة: ﴿رُیَّاكَ﴾.
۝١٠ قرأ الجمهور: ﴿غَیَـٰبَتِ﴾، وقرأ المدنيان بألف بعد الباء الموحدة على الجمع ووقفا بالتاء: ﴿غَیَـٰبَـٰتِ﴾، ووقف بالهاء المكي والبصريان والكسائي، والباقون بالتاء.
۝١٢ قرأ الجمهور: ﴿یَرۡتَعۡ وَیَلۡعَبۡ﴾، وقرأ المدنيان بالياء في الفعلين وكسر العين في يرتع من غير ياء: ﴿یَرۡتَعِ وَیَلۡعَبۡ﴾، وقرأ ابن كثير بالنون فيهما مع كسر العين من غير ياء ﴿نَرۡتَعِ وَنَلۡعَبۡ﴾، وقرأ أبو عمرو وابن عامر بالنون فيهما مع سكون العين: ﴿نَرۡتَعۡ وَنَلۡعَبۡ﴾.
۝١٣ قرأ الجمهور: ﴿لَیَحۡزُنُنِیۤ﴾، وقرأ نافع بضم الياء وكسر الزاي: ﴿لَیُحۡزِنُنِیۤ﴾.
۝١٥ ﴿غَیَـٰبَتِ﴾ مثل الآية 10.
قرأ الجمهور: ﴿ٱلذِّئۡبُ﴾ في جميع المواضع: وأبدل همزه ياء في الحالين ورش والسوسي وأبو جعفر والكسائي وخلف في اختياره. وأبدله في الوقف حمزة: ﴿ٱلذِّيبُ﴾.
۝١٩ قرأ الجمهور: ﴿یَـٰبُشۡرَ ٰىَ﴾، وقرأ الكوفيون بغير ياء بعد الألف الأخيرة ﴿یَـٰبُشۡرَىٰ﴾.
۝٢٣ قرأ الجمهور: ﴿هَیۡتَ لَكَ﴾، وقرأ المدنيان وابن ذكوان بكسر الهاء وياء ساكنة مدية بعدها وفتح التاء ﴿هِیتَ لَكَ﴾، وقرأ هشام بكسر الهاء وهمزة ساكنة بعدها مع فتح التاء: ﴿هِئۡتَ لَكَ﴾، وذكر الشاطبي الخلاف له في ضم التاء خروج عن طرقه فلا يقرأ له من طرق الحرز والتيسير إلا بفتح التاء، وقرأ ابن كثير بفتح الهاء وياء ساكنة لينة بعدها مع ضم التاء: ﴿هَیۡتُ لَكَ﴾.
۝٢٤ قرأ الجمهور: ﴿ٱلۡمُخۡلَصِینَ﴾، وقرأ المكي والبصريان والشامي بكسر اللام: ﴿ٱلۡمُخۡلِصِینَ﴾.
۝٢٩ قرأ الجمهور: ﴿ٱلۡخَاطِءِینَ﴾، وقرأ أبو جعفر بحذف الهمزة وصلا ووقفا ﴿ٱلۡخَاطِینَ﴾، وكذلك قرأ حمزة عند الوقف وله وجه ثان وهو تسهيلها بين بين.
۝٣١ قرأ الجمهور: ﴿مُتَّكَءࣰا﴾، وقرأ أبو جعفر بحذف الهمزة فيصير النطق بكاف منصوبة منونة بعد التاء:﴿مُتَّكًا﴾.
قرأ الجمهور: ﴿وَقَالَتُ ٱخۡرُجۡ﴾، وقرأ البصريان وعاصم وحمزة بكسر التاء ﴿وَقَالَتِ ٱخۡرُجۡ﴾.
قرأ الجمهور: ﴿حَـٰشَ لِلَّهِ﴾ وقرأ البصري بألف بعد الشين وصلا، ولا خلاف بين العشرة في حذف الألف وقفا اتباعا لرسم المصحف.
۝٣٣ قرأ الجمهور: ﴿قَالَ رَبِّ ٱلسِّجۡنُ﴾، وقرأ يعقوب بفتح السين: ﴿قَالَ رَبِّ ٱلسَّجۡنُ﴾.
۝٣٦ قرأ الجمهور: ﴿نَبِّئۡنَا﴾، أبدل الهمزة وصلا ووقفا أبو جعفر وحده وفي الوقف حمزة: ﴿نَبِّينَا﴾.
۝٣٧ قرأ الجمهور: ﴿نَبَّأۡتُكُمَا﴾، وأبدل همزه مطلقا السوسي وأبو جعفر وفي الوقف حمزة ﴿نَبَّاتُكُمَا﴾.
۝٤٧ قرأ الجمهور: ﴿دَأۡبࣰا﴾، وقرأ حفص بفتح الهمزة ﴿دَأَبࣰا﴾، وأبدل الهمز السوسي وأبو جعفر مطلقا ﴿دَابࣰا﴾، وكذلك حمزة وقفا.
۝٤٩ قرأ الجمهور: ﴿یَعۡصِرُونَ﴾، وقرأ الأخوان وخلف بتاء الخطاب: ﴿تَعۡصِرُونَ﴾.
۝٥٠ قرأ الجمهور: ﴿فَسۡءَلۡهُ﴾، قرأ المكي والكسائي وخلف في اختياره بنقل حركة الهمزة إلى السين مع حذف الهمزة ﴿فَسَلۡهُ﴾.
۝٥١ ﴿حَـٰشَ لِلَّهِ﴾، مثل الآية 31.
۝٥٦ قرأ الجمهور: ﴿حَیۡثُ یَشَاۤءُ﴾، قرأ المكي بالنون ﴿حَیۡثُ نَشَاۤءُ﴾.
۝٦١ قرأ الجمهور: ﴿لِفِتۡیَـتِهِ﴾، وقرأ حفص والأخوان وخلف بألف بعد الياء ونون مكسورة بعد الألف ﴿لِفِتۡیَـٰنِهِ﴾.
۝٦٣ قرأ الجمهور: ﴿نَكۡتَلۡ﴾، وقرأ الأخوان وخلف بالياء التحتية ﴿يَكۡتَلۡ﴾.
۝٦٤ قرأ الجمهور: ﴿حِفۡظࣰا﴾، وقرأ حفص والأخوان وخلف بفتح الحاء وألف بعد الحاء وكسر الفاء ﴿حَـٰفِظࣰا﴾.
۝٧٠ قرأ الجمهور: ﴿مُؤَذِّنٌ﴾، وأبدل الهمزة واوًا خالصة مطلقًا ورش وأبو جعفر﴿مُوَذِّنٌ﴾ وفي الوقف حمزة.
۝٧٦ قرأ الجمهور: ﴿نَرۡفَعُ دَرَجَـٰتِ مَّن نَّشَاۤءُ﴾، قرأ يعقوب بالياء التحتية في نرفع ونشاء ﴿يَرۡفَعُ دَرَجَـٰتِ مَّن يَّشَاۤءُ﴾، وقرأ الكوفيون بتنوين درجات ﴿نَرۡفَعُ دَرَجَـٰتࣲ مَّن نَّشَاۤءُ﴾.
۝٨٠ قرأ الجمهور: ﴿ٱسۡتَیۡءَسُوا۟﴾، وقرأ البزي بخلف عنه بتقديم الهمزة وجعلها في موضع الياء مع إبدالها ألفا وتأخير الياء وجعلها في موضع الهمزة فيصير النطق بألف بعد التاء المفتوحة وبعدها ياء مفتوحة ﴿ٱسۡتَـٰیَسُوا۟﴾ وللبزي وجه آخر كقراءة الجمهور.
۝٨٢ قرأ الجمهور: ﴿وَسۡءَلِ﴾، قرأ المكي والكسائي وخلف في اختياره بنقل حركة الهمزة إلى السين مع حذف الهمزة ﴿وَسَلِ﴾.
۝٨٧ قرأ الجمهور: ﴿تَا۟یۡءَسُوا۟﴾، ﴿یَا۟یۡءَسُ﴾، وقرأ البزي بخلاف عنه ﴿تَايَسُوا۟﴾، ﴿یَايَسُ﴾.
۝٩٠ قرأ الجمهور: ﴿أَءِنَّكَ﴾، قرأ المكي وأبو جعفر بهمزة واحدة مكسورة على الإخبار﴿إِنَّكَ﴾.
۝١٠٠ قرأ الجمهور: ﴿یَٰۤأَبَتِ﴾، وقرأ ابن عامر وأبو جعفر بفتح التاء: ﴿یَٰۤأَبَتَ﴾.
۝١٠٩ قرأ الجمهور: ﴿يُّوحَیۤ﴾، وقرأ حفص بالنون وكسر الحاء ﴿نُّوحِیۤ﴾.
قرأ الجمهور: ﴿تَعۡقِلُونَ﴾، وقرأ ابن كثير وأبو عمرو والأصحاب بياء الغيبة: ﴿يَعۡقِلُونَ﴾.
۝١١٠ قرأ الجمهور: ﴿ٱسۡتَیۡءَسَ﴾، وقرأ البزي بخلاف عنه ﴿ٱسۡتَـٰیَسَ﴾.
قرأ الجمهور: ﴿كُذِّبُوا۟﴾، وخفف الذال الكوفيون وأبو جعفر ﴿كُذِبُوا۟﴾.
قرأ الجمهور: ﴿فَنُنۡجِی﴾، وقرأ ابن عامر وعاصم ويعقوب بنون واحدة مضمومة وبعدها جيم مشددة وبعد الجيم ياء مفتوحة ﴿فَنُجِّیَ﴾.